# 歩く死骸
『歩く死骸』（あるくしがい、The Walking Dead）は、1936年に公開されたアメリカ合衆国のホラー映画である。マイケル・カーティスが監督を務めた本作には、ボリス・カーロフが主演し、リカルド・コルテス、エドマンド・グウェン、マーゲリット・チャーチル、バートン・マクレーンが共演した。本作はカーロフ演じる主人公のピアニストが濡れ衣を着せられて処刑された後、科学者によって蘇生する内容である。

## あらすじ
弁護士のノーランたちは自分たちに不利な判決を下すショー判事の殺害を計画する。実行するのは殺し屋のトリガーらだが、自分たちに嫌疑のかからないよう、かつてショー判事によって服役したピアニストのジョン・エルマンを罠にかけ、濡れ衣を着せることにする。
殺人は実行され、エルマンは逮捕される。ノーマンがエルマンの弁護士を買って出るがもちろん有罪にするためで、エルマンの死刑が決まる。
実は、トリガーの犯行は死体蘇生を研究するボーマン博士である助手ジミーとナンシーによって目撃されていたものの、二人は脅されて黙っていた。エルマンの処刑の直前、二人は良心の呵責からワーナー検事に名乗り出るが、ノーランの妨害により、エルマンは処刑されてしまう。
ボーマン博士は無実とわかったエルマンの蘇生手術を引き受ける。生き返ったエルマンは、事件の記憶は失っていたものの、臨死体験で得た不思議な超能力により、犯人を見抜くことができた。
そして、エルマンは自分を死に追いやった5人を次々に訪れる。エルマンが手をくだすことなく、犯人たちは全員が自滅してゆく。

## キャスト
- ジョン・エルマン：ボリス・カーロフ
- ノーラン：リカルド・コルテス（英語版）
- エヴァン・ボーモン博士：エドマンド・グウェン
- ナンシー：マーゲリット・チャーチル（英語版）
- ジミー：ウォーレン・ハル
- ローダー：バートン・マクレーン（英語版）
- ワーナー検事：ヘンリー・オニール
- ロジャー・ショー判事：ジョー・キング（英語版）
- 刑務所長：アディスン・リチャーズ（英語版）
- ブラックストン：ポール・ハーヴェイ.（英語版）
- メリット：ロバート・ストレンジ
- トリガー・スミス：ジョー・ソーヤー（英語版）
- ベッチャ：エディ・エイカフ（英語版）
- スティーヴン・マーティン：ケネス・ハーラン
- ローダーの執事：ミキ・モリタ

## 制作
本作のエグゼクティブプロデューサーであるハル・B・ウォリスは、1935年8月16日に『歩く死骸』と題した6ページばかりのあらすじをプロダクションスーバーバイザーのルー・エデルマンに送ったと記している.。原案を書いたのはエワート・アダムソンとジョセフ・フィールズ。11月1日、草稿がマイケル・カーティスに送られた。撮影開始の2、3日前、主人公のエルマンを演じる予定のボリス・カーロフから、主人公が言葉を喋れなくなるのは、過去に自分が演じた『フランケンシュタイン』（1931年）と似ている点や、エルマンがターザンのような敏捷性を見せるて観客から笑われないかといった懸念を指摘された。ウォリスはその解決のため、さらに3名のライターを雇った。
エルマンとフランケンシュタインの怪物との類似は、発語だけでなく、ボーマン博士がエルマンを蘇生させるシーンにおいて、音楽が劇的に変わる点、脈動する機器、傾いたカメラアングル、「彼は生きている（He's alive）」という博士の台詞などにみられる。
撮影は1935年11月23日から12月にかけて、カリフォルニア州グリフィス・パークとワーナー・ブラザーズのスタジオで撮影された。
アーヴィング・ラパーもスタッフとして参加しており、「話はよくない」としながらも、カーティスとの仕事は楽しかったと述懐している。

## 公開と反応
封切りは1936年2月29日。『バラエティ』誌1936年3月4日号で評者オデックは、ショック映画が好きな人なら満足できると書いている。「監督と
助演者たちは脚本家たちのとんでも科学にどうにか信憑性を与えようと苦心しているが、彼らに出来たのはせいぜい緊張が途切れないようにさくさく話を進めたこと」。さらに「カーロフは過去の芝居を切り売りしなければならなくなった」とカーロフに同情した。 